# تل ملاگه
تل ملاگه در شهرستان فراشبند، بخش مرکزی، دهستان آویز، ۵۰۰ متری بعد از روستای آویز بطرف کازرون، سمت راست جاده واقع شده و این اثر در تاریخ ۲۷ بهمن ۱۳۸۷ با شمارهٔ ثبت ۲۴۷۲۸ به‌عنوان یکی از آثار ملی ایران به ثبت رسیده است.